# Monte Bellini
Monte Bellini (* 2002) ist ein international erfolgreiches Springpferd und Deckhengst.
Er ist auf der Reitanlage von Ludger Beerbaum in Riesenbeck stationiert und wird im Sport von dem deutschen Springreiter Philipp Weishaupt geritten. Der Hengst stand bis zum Sommer 2013 im Eigentum des Landgestüts Prussendorf, die ihn dann an die Ludger Beerbaum Stables GmbH verkauften.

## Sport
2011 reiste er mit seinem Reiter Philipp Weishaupt als Reserve zur Europameisterschaft nach Madrid. 
Seinen bisher größten Erfolg feierte Monte Bellini im September 2011, als er im Großen Preis von Rio de Janeiro – der höchstdotierten Springprüfung des Jahres 2011 – den dritten Rang belegte.
Mit Weishaupt wurde er für die Olympischen Spiele 2012 in London nominiert, erkrankte allerdings eine Woche vor Beginn der Spiele an einer fieberhaften Infektion.

## Erfolge als Springpferd
- Weltcupfinale:
  - 2012, ’s-Hertogenbosch: 4. Platz

### Weitere Erfolge (Auswahl)
- 2007: Bundeschampion 5-jährig (unter Marco Kutscher)
- 2008: Bundeschampion 6-jährig
- 2011: 3. Platz im Großen Preis von Rio de Janeiro, 4. Platz im Nationenpreis von Rom
- 2012: 1. Platz im Nationenpreis von Rotterdam